# 福鼎市各级文物保护单位列表
以下为福建省福鼎市的各级文物保护单位。

## 全国重点文物保护单位
| 名称                                        | 编号   | 类型                       | 地点               | 时代 | 图片 |
| ------------------------------------------- | ------ | -------------------------- | ------------------ | ---- | ---- |
| 福建戍守台湾将士墓群 - 秦屿戍守台湾将士墓群 | 7-1750 | 近现代重要史迹及代表性建筑 | 福鼎市秦屿镇农业村 | 清   |      |

## 福建省文物保护单位
| 编号  | 名称         | 年代       | 地址                         | 坐标 | 类别   | 图片 | 备注       |
| ----- | ------------ | ---------- | ---------------------------- | ---- | ------ | ---- | ---------- |
| 3-55  | 马栏山遗址   | 青铜时代   | 福鼎市店下镇巽城村           |      | 古遗址 |      |            |
| 5-14  | 福鼎分水关   | 五代       | 福鼎市贯岭镇分关村           |      | 古建筑 |      |            |
| 6-6   | 国兴寺遗址   | 宋         | 福鼎市秦屿镇太姥山           |      | 古遗址 |      |            |
| 6-24  | 三福寺双塔   | 明         | 福鼎市白琳镇下炉村           |      | 古建筑 |      |            |
| 6-66  | 洋里民居     | 清         | 福鼎市白琳镇翠郊村           |      | 古建筑 |      |            |
| 7-3   | 后门山遗址   | 新石器时代 | 福鼎市秦屿镇彭坑村           |      | 古遗址 |      |            |
| 7-17  | 张朝发墓     | 清         | 福鼎市秦屿镇瓜园村           |      | 古墓葬 |      |            |
| 7-29  | 潋城城堡     | 明         | 福鼎市秦屿镇潋城村           |      | 古建筑 |      |            |
| 7-30  | 昭明寺塔     | 明         | 福鼎市桐城街道柯岭村         |      | 古建筑 |      |            |
| 7-142 | 点头妈祖宫   | 清         | 福鼎市点头镇海乾路           |      | 古建筑 |      |            |
| 8-51  | 玉塘城堡     | 明         | 福鼎市桐城街道玉塘村         |      | 古建筑 |      | 旧名塘底堡 |
| 8-61  | 西阳老人桥   | 明、清     | 福鼎市管阳镇桥头村           |      | 古建筑 |      |            |
| 8-62  | 石兰城堡     | 明、清     | 福鼎市硖门畲族乡石兰村       |      | 古建筑 |      |            |
| 8-175 | 西昆孔氏家庙 | 清         | 福鼎市管阳镇西昆村           |      | 古建筑 |      |            |
| 10-3  | 竹洋银硐遗址 | 宋         | 福鼎市叠石乡竹阳村银硐自然村 |      | 古遗址 |      |            |
| 10-13 | 叠石关隘     | 五代、清   | 福鼎市叠石乡叠石村           |      | 古建筑 |      |            |

## 福鼎市文物保护单位
- 李家山革命纪念地	县级	革命遗址纪念建筑物	现代	福鼎市前歧镇熊岭村	1989.10
- 福鼎革命烈士墓	县级	革命遗址纪念建筑物	现代	福鼎市桐山镇流美岭下村	1989.10
- 员当纪念碑	县级	革命遗址纪念建筑物	现代	福鼎市店下镇当村	1989.10
- 南往纪念碑	县级	革命遗址纪念建筑物	现代	福鼎市店下 镇西澳南往村	1989.10
- 后坪南广古窑址	县级	古遗址	宋代	福鼎市磻溪镇	1989.10
- 太姥舍利塔（墓）	县级	古墓葬	唐代	福鼎市太姥山镇	1989.10
- 广化陈侍郎墓	县级	古墓葬	南宋	福鼎市管阳镇	1989.10
- 屯头义民冢	县级	古墓葬	明代	福鼎市秦屿镇	1989.10
- 旺兴头肖氏墓	县级	古墓葬	清代	福鼎市白琳镇	1989.10
- 灵峰寺	县级	古建筑	唐代	福鼎市秦屿镇冷城村	1989.10
- 清溪寺	县级	古建筑	清代	福鼎市店下镇三佛塔村	1989.10
- 栖林寺	县级	古建筑	清代	福鼎市桐城镇柯岭村	1989.10
- 瑞云寺	县级	古建筑	清代	福鼎市硖门乡瑞云村	1989.10
- 太姥山摩尼宫	县级	古建筑	清代	福鼎市太姥山白云寺旁	1989.10
- 北山亭、观音殿	县级	古建筑	明清	福鼎市桐山岭头村	1989.10
- 太姥山历代摩崖石刻	县级	石刻碑记	唐宋元明清	福鼎市秦屿镇太姥山	1989.10
- 李氏宗祠	县级	古建筑	清代	福鼎市管阳镇西坑村	1989.10
- 孔氏宗祠	县级	古建筑	清代	福鼎市佳阳乡佳山村	1989.10
- 翁江肖氏墓	县级	古墓葬	清代	福鼎市白琳镇	1989.10
- 高氏高岗墓	县级	古墓葬	明代	福鼎市桐城镇	1997.12
- 夏氏义冢	县级	古墓葬	清代	福鼎市桐城镇	1997.12
- 慧明塔（墓）	县级	古建筑	明代	福鼎市太姥山	1997.12
- 资国寺后殿	县级	古建筑	明代	福鼎市桐城镇资国村资国寺内	1997.12
- 朱氏宗祠	县级	古建筑	明代	福鼎市管阳镇金溪村	1997.12
- 周氏宗祠	县级	古建筑	明代	福鼎市前歧镇周山村	1997.12
- 清溪寺双塔	县级	古建筑	明代	福鼎市店下镇三佛塔村	1997.12
- 元代水井	县级	古建筑	元代	福鼎市工行门前路面	1997.12
- 金朱桥	县级	古建筑	清代	福鼎市管阳镇金溪村	1997.12
- 李眉峰墓	县级	古墓葬	清代	福鼎市佳阳畲族乡	2002.07
- 孙兴圭墓	县级	古墓葬	清代	福鼎市管阳镇	2002.07
- 孙宥墓	县级	古墓葬	南宋	福鼎市点头镇	2002.07
- 秦屿文昌阁	县级	古建筑	清代	福鼎市秦屿镇中心小学	2002.07
- 芭蕉寺遗址	县级	古遗址	唐代	福鼎市太姥山镇	2013.06.23
- 前岐棋盘山遗址	县级	古遗址	新石器时代	福鼎市前岐镇	2013.06.23
- 后保栏山遗址	县级	古遗址	新石器时代	福鼎市店下镇	2013.06.23
- 洋中洋边山遗址	县级	古遗址	新石器时代	福鼎市店下镇	2013.06.23
- 王虚古（锡龄）墓	县级	古墓葬	清代	福鼎市太姥山镇	2013.06.23
- 王璜溪墓	县级	古墓葬	清代	福鼎市太姥山镇	2013.06.23
- 樟岐大清处士协山王君墓	县级	古墓葬	清代	福鼎市太姥山镇	2013.06.23
- 王雨岩王集亭合葬墓	县级	古墓葬	清代	福鼎市太姥山镇	2013.06.23
- 后坪张世審墓	县级	古墓葬	明代	福鼎市磻溪镇	2013.06.23
- 安宁墓	县级	古墓葬	明代	福鼎市硖门畲族乡	2013.06.23
- 褚楼碇步桥	县级	古建筑	清代	福鼎市管阳镇褚楼村	2013.06.23
- 广化长桥	县级	古建筑	清代	福鼎市管阳镇广化村	2013.06.23
- 旗杆里正厅	县级	古建筑	清代	福鼎市管阳镇西昆村	2013.06.23
- 西昆孔氏总厅	县级	古建筑	清代	福鼎市管阳镇西昆村	2013.06.23
- 下新厝	县级	古建筑	清代	福鼎市管阳镇西昆村	2013.06.23
- 屯头城堡	县级	古建筑	明代	福鼎市太姥山镇屯头村	2013.06.23
- 秦屿王氏宗祠	县级	古建筑	清代	福鼎市太姥山镇玉池居委会	2013.06.23
- 张朝发故居	县级	古建筑	清代	福鼎市太姥山镇积石居委会	2013.06.23
- 下尾桥	县级	古建筑	宋代	福鼎市太姥山镇下尾村	2013.06.23
- 康湖九使庙	县级	古建筑	明代	福鼎市太姥山镇康湖居委会	2013.06.23
- 照澜建昌宫	县级	古建筑	清代	福鼎市前岐镇照澜村	2013.06.23
- 前岐妈祖宫	县级	古建筑	清代	福鼎市前岐镇前岐村	2013.06.23
- 梅筱溪故居	县级	古建筑	清代	福鼎市点头镇柏柳村	2013.06.23
- 连山大厝	县级	古建筑	清代	福鼎市点头镇举州村	2013.06.23
- 藤屿百岁坊	县级	古建筑	清代	福鼎市白琳镇藤屿村	2013.06.23
- 翁江萧氏长房民居	县级	古建筑	清代	福鼎市白琳镇翁江村	2013.06.23
- 翁江萧氏四房与五房民居	县级	古建筑	清代	福鼎市白琳镇翁江村	2013.06.23
- 翁江萧氏宗祠	县级	古建筑	清代	福鼎市白琳镇翁江村	2013.06.23
- 玉琳牌坊	县级	古建筑	清代	福鼎市白琳镇玉琳村	2013.06.23
- 双魁书院	县级	古建筑	南宋	福鼎市磻溪镇磻溪村	2013.06.23
- 仙浦林氏宗祠	县级	古建筑	宋代	福鼎市磻溪镇仙浦村	2013.06.23
- 蒋阳后畲宫	县级	古建筑	明代	福鼎市磻溪镇蒋阳村	2013.06.23
- 林滋秀故居	县级	古建筑	清代	福鼎市桐城街道海口社区	2013.06.23
- 桐城江边仙翁塔	县级	古建筑	清代	福鼎市桐城街道江边村	2013.06.23
- 仁泰茶坊旧址	县级	古建筑	清代	福鼎市店下镇巽城村	2013.06.23
- 沙埕兵步岭	县级	古建筑	清代	福鼎市沙埕镇外岙居委会	2013.06.23
- 三广宫	县级	古建筑	清代	福鼎市桐山街道镇西村	2013.06.23
- 文渡牌坊	县级	古建筑	清代	福鼎市硖门乡斗门头村	2013.06.23
- 石兰城堡	县级	古建筑	明代	福鼎市硖门乡秦石村	2013.06.23
- 樟岐万古雄镇摩崖石刻	县级	石刻碑记	明代	福鼎市太姥山镇樟岐村	2013.06.23
- 公岭古道	县级	近现代重要史迹及代表性建筑	民国	福鼎市太姥山	2013.06.23
- 朱腾芬墓	县级	近现代重要史迹及代表性建筑	1981年	福鼎市点头镇	2013.06.23
- 中共鼎平县委员会旧址	县级	近现代重要史迹及代表性建筑	1995年	福鼎市佳阳乡周山村	2013.06.23
- 周忠魁墓	县级	近现代重要史迹及代表性建筑	1990年	福鼎市硖门畲族乡	2013.06.23
- 福鼎革命烈士纪念碑	县级	近现代重要史迹及代表性建筑	1991年	福鼎市山前街道山前村	2013.06.23
- 王明扬大桥	县级	近现代重要史迹及代表性建筑	1942年	福鼎市叠石乡马尾村	2013.06.23
- 潋城石湖书院遗址	县级	古建筑	南宋	福鼎市太姥山镇	2015.05
- 蓝溪宫遗址	县级	古建筑	明代	福鼎市太姥山镇	2015.05
- 叶氏门楼（四、五、六房）	县级	古建筑	明代	福鼎市太姥山镇潋城村	2015.05
- 叶氏门楼（大、二、三房）	县级	古建筑	明代	福鼎市太姥山镇潋城村	2015.05
- 易氏百年老宅	县级	古建筑	清代	福鼎市太姥山镇潋城村	2015.05
- 陈氏百年老宅	县级	古建筑	清代	福鼎市太姥山镇潋城村	2015.05
- 上新厝	县级	古建筑	清代	福鼎市管阳镇西昆村	2015.05
- 陶厝下民居	县级	古建筑	清代	福鼎市管阳镇西昆村	2015.05
- 西昆麟阁孔氏民居	县级	古建筑	清代	福鼎市管阳镇西昆村	2015.05
- 新厝基孔氏民居	县级	古建筑	清代	福鼎市管阳镇西昆村	2015.05
- 盘龙岗孔氏民居	县级	古建筑	清代	福鼎市管阳镇西昆村	2015.05
- 张氏宗祠	县级	古建筑	清代	福鼎市管阳镇西昆村	2015.05
- 何氏宗祠	县级	古建筑	民国	福鼎市店下镇巽城村	2015.05
- 陈氏三房大厝	县级	古建筑	清代	福鼎市店下镇巽城村	2015.05
- 上锦芳大厝	县级	古建筑	清代	福鼎市店下镇巽城村	2015.05
- 下锦芳大厝	县级	古建筑	清代	福鼎市店下镇巽城村	2015.05
- 文斋公宅	县级	古建筑	清代	福鼎市磻溪镇仙蒲村	2015.05
- 林翰炜宅	县级	古建筑	清代	福鼎市磻溪镇仙蒲村	2015.05
- 桥头厝	县级	古建筑	民国	福鼎市磻溪镇仙蒲村	2015.05
- 花门楼下厝	县级	古建筑	清代	福鼎市磻溪镇仙蒲村	2015.05
- 丽川公宅	县级	古建筑	清代	福鼎市磻溪镇仙蒲村	2015.05
- 岙里坑民居	县级	古建筑	清代	福鼎市磻溪镇仙蒲村	2015.05
- 坑里弄3号民居	县级	古建筑	清代	福鼎市磻溪镇赤溪村	2015.05
- 坑里弄8号民居	县级	古建筑	清代	福鼎市磻溪镇赤溪村	2015.05
- 坑里弄福星庆（高）拱民居	县级	古建筑	清代	福鼎市磻溪镇赤溪村	2015.05
- 坑里弄10号民居	县级	古建筑	清代	福鼎市磻溪镇赤溪村	2015.05
- 坑里弄12号民居	县级	古建筑	清代	福鼎市磻溪镇赤溪村	2015.05
- 杜家堡	县级	古建筑	清代	福鼎市磻溪镇赤溪村	2015.05
- 竹洋银硐遗址	县级	古遗址	宋代	福鼎市叠石乡	2020.01.20
- 朱汉公墓	县级	古墓葬	明代	福鼎市点头镇	2020.01.20
- 叠石关隘	县级	古建筑	五代（闽国）	福鼎市叠石乡叠石村	2020.01.20
- 茗洋东宫	县级	古建筑	清代	福鼎市贯岭镇茗洋村	2020.01.20
- 挑矾古道（龟岭关至前岐妈祖宫段）	县级	古建筑	明、清	福鼎市前岐镇龟岭村、西宅村、岐阳社区	2020.01.20
- 照澜半山亭	县级	古建筑	清代	福鼎市前岐镇照澜村	2020.01.20
- 保安亭	县级	古建筑	清代	福鼎市前岐镇黄仁村	2020.01.20
- 彩澳晏公宫	县级	古建筑	清代	福鼎市前岐镇彩岙村	2020.01.20
- 尚树岭古道	县级	古建筑	清代	福鼎市白琳镇坑里洋村	2020.01.20
- 大使宫	县级	古建筑	清代	福鼎市嵛山镇马祖村	2020.01.20
- 马营古楼	县级	古建筑	明代	福鼎市管阳镇西阳村	2020.01.20
- 沈青城堡	县级	古建筑	明代	福鼎市管阳镇沈青村	2020.01.20
- 天竹碧游宫	县级	古建筑	清代	福鼎市管阳镇天竹村	2020.01.20
- 西阳双半月井	县级	古建筑	明代	福鼎市管阳镇西阳村	2020.01.20
- 溪原陈氏大夫第民居	县级	古建筑	清代	福鼎市管阳镇溪头村	2020.01.20
- 楮楼碇步桥	县级	古建筑	清代	福鼎市管阳镇楮楼村	2020.01.20
- 官城尾城堡	县级	古建筑	明代	福鼎市沙埕镇官城村	2020.01.20
- 洋古尾军事设施	县级	近现代重要史迹及代表性建筑	20世纪60年代	福鼎市嵛山镇灶澳村	2020.01.20
- 嵛山垦殖股份有限公司旧址	县级	近现代重要史迹及代表性建筑	1925年	福鼎市嵛山镇马祖村	2020.01.20
- 墩尾碉堡群	县级	近现代重要史迹及代表性建筑	20世纪30年代和60年代	福鼎市沙埕镇敏灶村	2020.01.20
- 王宏文故居	县级	近现代重要史迹及代表性建筑	清代	福鼎市前岐镇西宅村亭仔内	2020.01.20
- 黄丹岩故居	县级	近现代重要史迹及代表性建筑	1963年	福鼎市太姥山镇斗门村	2020.01.20